# True Blue (álbum)
True Blue é o terceiro álbum de estúdio da artista musical estadunidense Madonna, lançado em 30 de junho de 1986 através da esditora discográfica Sire Records em parceria com a Warner Bros. Records. Durante uma coletiva de imprensa em 6 de março daquele ano, ela confirmou que estava trabalhando em um novo álbum até então chamado Live to Tell. Para isso, a artista mais uma vez colaborou com seu ex-namorado Stephen Bray, que havia trabalhado no disco anterior, Like a Virgin (1984), e com Patrick Leonard pela primeira vez, enquanto co-escreveu e co-produziu todas as canções presentes na obra.
Considerado o seu projeto mais feminino até então, True Blue apresenta as visões da intérprete sobre temas como amor, liberdade, empregos, sonhos, bem como decepções e questões sociais, sendo parcialmente inspirado por seu marido na época, Sean Penn, a quem ela o dedicou. Musicalmente, é um disco de música pop que incorpora elementos diferentes de suas gravações anteriores, incluindo música clássica e cubana, a fim de atrair um público mais adulto, que tinha sido cético em relação ao seu trabalho até então; enquanto a sua instrumentação é composta por guitarra, bateria, sintetizadores e congas.
True Blue recebeu críticas geralmente positivas da crítica especializada, sendo descrito como o arquétipo dos álbuns pop do final dos anos 1980 e início dos anos 1990. Os vocais de Madonna também foram apreciados, assim como sua habilidade de produção e composição. Comercialmente, tornou-se um sucesso internacional, atingindo o topo das tabelas musicais de 28 países, algo inédito na época; em território estadunidense, converteu-se no segundo trabalho da artista a alcançar o topo da Billboard 200. Posteriormente, recebeu uma série de certificações por suas vendas de uma série de organizações ao redor do mundo, incluindo sete platinas pela Recording Industry Association of America (RIAA) e pela British Phonographic Industry (BPI). Mundialmente, foi o álbum mais comprado de 1986, bem como dos anos 1980 por uma artista feminina, com mais de 25 milhões de exemplares sendo adquiridos desde então. 
De True Blue, foram lançados cinco singles, sendo que três deles — "Live to Tell", "Papa Don't Preach" e "Open Your Heart" —, conquistaram a primeira posição na Billboard Hot 100. Os outros dois, a faixa-título e "La Isla Bonita", atingiram a terceira e a quarta colocação, respectivamente. Como forma de divulgação, a intérprete embarcou na Who's That Girl World Tour, que visitou cidades da América do Norte, Europa e Ásia. Devido ao seu sucesso comercial e de seus singles, True Blue é creditado como o álbum que estabeleceu a posição de Madonna como um ícone global e a artista feminina de maior êxito da década de 1980, rivalizando com cantores masculinos como Michael Jackson e Prince.

## Antecedentes e produção
Em 6 de março de 1986, durante uma coletiva de imprensa para o filme Shanghai Surprise realizada no Kensington Roof Gardens em Londres, Madonna confirmou que estava trabalhando em um novo álbum, que se chamaria Live to Tell, e que eventualmente seria renomeado True Blue. Ela trabalhou novamente com Stephen Bray, que havia participado da gravação de seu álbum anterior, Like a Virgin, e também colaborou pela primeira vez com Patrick Leonard. Madonna participou da composição de todas as músicas, embora seu envolvimento no desenvolvimento de algumas faixas como "Papa Don't Preach" e "Open Your Heart" tenha se limitado a adicionar algumas letras. Ela também foi creditada como coprodutora em cada faixa. O álbum foi gravado no início de 1986, durante seu primeiro ano de casamento com o ator americano Sean Penn. Ela dedicou o álbum a ele, dizendo: "Este é dedicado ao meu marido, o melhor cara do universo". Com este lançamento, a cantora tentou atrair um público mais maduro que antes, que até então era cético em relação à sua música, mudando sua imagem, adotando um estilo mais "tradicional" e incorporando elementos de música clássica em seu trabalho.
Referido como o álbum mais feminino de Madonna, True Blue apresenta suas visões de amor, trabalho, sonhos, bem como suas decepções. De acordo com a cantora, a obra tirou o nome de uma das expressões favoritas de Penn. O trabalho foi uma homenagem direta ao ator, inspirado por seu "amor sem vergonha" por ele, com muitas das músicas refletindo essa ideia.. Cada faixa do álbum se desenvolveu de forma independente. A primeira delas, "Papa Don't Preach", foi escrita por Brian Elliot , que a descreveu como "uma canção de amor, talvez enquadrada de forma um pouco diferente". A música é baseada em histórias que ele ouvia atrás da porta de seu estúdio, que apresentava uma grande janela frontal que as alunas da North Hollywood High School em Los Angeles usavam como espelho para pentear o cabelo e conversar. "Open Your Heart", a primeira música gravada para o projeto no início de 1986, foi escrita originalmente para Cyndi Lauper.
"White Heat" é dedicada ao ator James Cagney e leva o nome do filme de mesmo nome (1949); duas referências à trilha sonora original estão incluídas na letra. A próxima música, "Live to Tell", foi originalmente escrita por Patrick Leonard para a trilha sonora de Fire with Fire, mas depois que a Paramount Pictures a rejeitou, Leonard mostrou seu trabalho para Madonna, que decidiu usá-lo no filme mais recente de Penn, At Close Range. Para isso, ele gravou uma disco demo e quando James Foley, o diretor da película, a ouviu, pediu a Leonard que trabalhasse na trilha sonora, como a cantora sugeriu. True Blue foi o primeiro álbum em que Madonna incluiu temas hispânicos evidentes, como em "La isla bonita". Esta canção foi escrita para ser adicionada ao álbum Bad, de Michael Jackson, mas ele a rejeitou. Enquanto trabalhava com Leonard, a cantora concordou em gravar a faixa e reescreveu a letra, pela qual recebeu créditos de composição. Ela descreveu a canção como sua homenagem à "beleza e ao mistério do povo latino-americano". Originalmente pretendida como o single principal, "Love Makes the World Go Round" é a faixa de encerramento e foi apresentada pela primeira vez no show beneficente Live Aid em julho de 1985; É uma canção com letras que lembram a música anti-guerra dos anos 1960.

## Capa

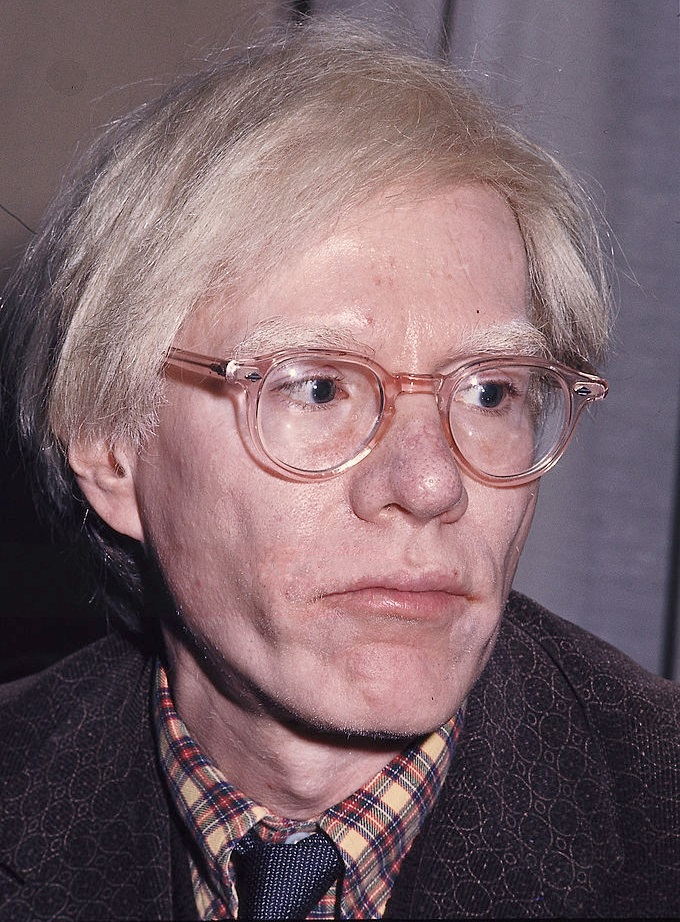
O conceito da arte pop do artista Andy Warhol foi uma das inspirações para a capa de True Blue.

A capa do disco foi fotografada por Herb Ritts, e é uma das imagens mais icônicas e reconhecíveis de Madonna. A imagem mostra a cantora do pescoço para cima. As cores predominantes são cinza, branco e vários tons de azul, para enfatizar o título. Madonna posou elegantemente enquanto usava maquiagem clara com batom vermelho, inclinando a cabeça para trás como um cisne. Jeri Heiden, que trabalhava no departamento de arte da Warner Bros., editou a fotografia e a tornou compatível com a de uma capa de álbum. Heiden teve que trabalhar com um total de 60 rolos de fotografias, cada um do tamanho de 35 milímetros. Ele ordenou cerca de 30 a 40 fotografias como um teste para Ritts, que fez recomendações com base nas fotografias. Diversas imagens da sessão de fotos foram consideradas para a capa do álbum, algumas dos quais se tornaram as dos singles "Papa Don't Preach" e "True Blue". A fotografia final foi selecionada por Madonna, Heiden e Jeff Ayeroff, diretor criativo da Warner Bros. na época do disco.
Heiden posteriormente começou a trabalhar em duas versões diferentes para a arte da capa. Como a fotografia original foi tirada em preto e branco, ele experimentou uma variedade de estilos e, para combinar com o título do álbum, decidiu pintar a imagem à mão para dar a ela um tom azul. As capas do disco nas edições de vinil e em CD apresentam apenas um fragmento desta fotografia do torso Madonna, o que também é visto na capa da edição em fita cassete, e também foi incluída como um pôster desdobrável nas prensagens iniciais do vinil. Um cartaz de Madonna, similar a foto da capa, foi incluído nas versões em vinil do álbum.
Nos primeiros lotes da versão do disco nos Estados Unidos e no Canadá, a capa de True Blue não apresentava nenhum logotipo. Heiden explicou, em uma entrevista feita para a revista Aperture, que eles acharam que seria "legal" usar um adesivo na edição americana, para que quando ele fosse removido, apenas a fotografia da cantora permanecesse. Nas nações europeias e sul-americanas, a Warner sentiu que o nome era necessário na capa, pois não queria comprometer a popularidade de Madonna nessas regiões. Na contracapa e dentro do encarte, os títulos das canções estão escritos na própria caligrafia de Heiden. Sobre a capa para as versões do disco em fita cassete e vinil, ele disse: "Acho que a imagem se tornou mais interessante quando foi encaixada em um formato quadrado e, em vez disso, sempre começávamos a sessão de fotos com a [que seria escolhida para] a capa de álbum. [Na imagem] era como se ela estivesse flutuando, suas roupas não estão visíveis. Ela assumiu a aparência de uma deusa em uma estátua de mármore. Na contracapa, você pode ver sua jaqueta de couro e a parede, e se torna mais típico, editorial, terreno".
De acordo com Lucy O'Brien, em seu livro Madonna: Like an Icon, a capa do projeto foi inspirada no conceito de arte pop, propagada por Andy Warhol. A autora sentiu que a imagem era uma mistura de inocência, idealismo, ao mesmo tempo incorporando o estilo das cores dos anos 1950 e a pintura à mão característica dos trabalhos silkscreen de Warhol, predominante nos anos 1960. Ela notou também que a capa anunciava a chegada de uma nova imagem para a cantora, explorando o apelo duradouro de seu ídolo Marilyn Monroe: "Com esta imagem, Madonna tornou explícita a conexão entre Warhol e ela mesma, o nexo vívido entre a arte pop e o comércio. O final da década de 1980 marcou uma nova era do artista pop como marca, e Madonna se tornou a primeira a explorar isso". Erica Wexler, da revista Spin, descreveu a foto como "uma cobra sob o sol quente. Madonna na capa de seu novo álbum estende seu comportamento lascivo". Em seu livro Madonna: An Intimate Biography, o escritor J. Randy Taraborrelli comentou que a imagem indicou como True Blue era um veículo de crescimento para a cantora. Ele também mencionou que a fotografia sem cores de sua cabeça inclinada para trás e olhos fechados era "discreta, especialmente quando comparada às poses provocativas com as quais ela havia sido associada no passado". O encarte do projeto não apresenta fotografias. Em vez disso, foi dedicado aos créditos do álbum e as letras das canções. Isso se deveu ao fato de que Madonna queria ser representada por seu trabalho em True Blue, e não por sua imagem.

## Estrutura musical
"Esta é a minha última declaração sobre como é estar no meio da imprensa com todos me cercando, meu mundo prestes a desabar. Quando me sinto assim — e muitas vezes me sinto — digo: "Espere um minuto", eu deveria estar me divertindo, então onde está a festa? Não precisa ser assim. Eu ainda aproveito a vida. [...] Eu costumava fantasiar que crescemos no mesmo bairro e que ele (Jimmy Dean) afastou-se de mim e tornou-se uma grande estrela".

—Madonna comentando sobre as canções "Where's the Party" (acima) e "Jimmy Jimmy" (abaixo).
True Blue trouxe uma direção diferente para a música de Madonna. Na tentativa de atingir um público mais velho, ela incorporou mais instrumentação clássica em suas canções, usou uma voz mais suave e se distanciou um pouco da imagem jovem apresentada durante a era Like a Virgin. É composto por nove músicas enquadradas na música pop e dance-pop com influências de pop rock e música latina. Em termos líricos, as canções da obra refletem sobre amor, perseguir seus sonhos e relacionamentos com sua família, e é dedicado ao seu marido na época, o ator Sean Penn. A faixa homônima do disco, uma canção pop com influências doo-wop e inspiração retrô, inspirada no som da Motown dos anos 1960 que Madonna ouvia em sua juventude. Suas letras falam sobre fidelidade e amor, embalado pelas promessas da expressão idiomática do refrão, isto é, "true blue", que designa ser "fiel de verdade". Um som contínuo de percussão com estrutura cheia foi usada em "Open Your Heart". Nesta canção de amor, a intérprete implora ao seu amante que abrisse seu coração e expressasse seus desejos mais profundos, tornando-se a faixa com temática mais sexual do álbum.
A seguinte, "White Heat" é uma música dançante e de tempo acelerado, com sintetizadores e o apoio de vozes masculinas no refrão. É um tributo ao filme White Heat (1949), estrelado por James Cagney, que retrata a história de um líder de uma gangue condenado a 3 anos de prisão e uma agente secreta que passa por sua companheira de cela para descobrir sobre mais um assalto. Na introdução da música, Madonna utiliza trechos do diálogo onde o gangster descobre que sua companheira é uma policial. "Papa Don't Preach" é uma canção pop que se destacou pelo uso extensivo da instrumentos musicais, incluindo violino, piano e violão. Apresenta trechos da sonata Appassionata, composição feita originalmente pelo músico Beethoven. Enquanto a maioria das músicas do projeto tratam de amor, aqui a intérprete aborda o tema da gravidez na adolescência e como uma jovem católica enfrenta sua decisão de fazer um aborto ou ficar com o bebê, além do momento difícil de contar ao seu pai religioso e conservador sobre sua situação.
Em baladas como "Live to Tell", sua instrumentação de fundo incluem um teclado, uma guitarra funk e uma mistura de sintetizadores e baterias. Suas letras apresentam Madonna de coração partido e sentindo-se destruída. Teme que não seja capaz de viver para contar como foi cega e não viu o que estava para vir. "Where's the Party" é uma faixa dançante que conta com arranjos de bumbos e sintetizadores, uma batida forte e remixada em toda a sua composição. Em seu lirismo, a intérprete diz que após trabalhar exaustivamente de segunda á sexta, somente o que quer saber é onde será a festa. Instrumentos caribenhos, tais como tambores cubanos (instrumentados pelo brasileiro Paulinho da Costa), guitarras espanholas, maracas e gaitas são usadas em "La Isla Bonita". A faixa é uma homenagem do "eu lírico" ao seu local de origem, isto é, a "ilha bonita", interpretada por muitos críticos e especialistas na época como uma referência ao terreno cubano, o que seria uma afronta aos estadunidenses mais nacionalistas, haja vista as relações políticas constantemente tensas entre Estados Unidos e Cuba. "Jimmy Jimmy" uma animada canção synth-pop e dance-pop na qual Madonna fala sobre sua predileção pelos "meninos maus e rebeldes" da vizinhança, que a lembravam de seu ídolo James Dean. True Blue se encerra com "Loves Makes the World Go Round", uma faixa sobre paz e combate à pobreza que usa de tambores e ritmos latinos influenciados pelo samba.

## Crítica profissional
| Críticas profissionais | Críticas profissionais |
| Avaliações da crítica  | Avaliações da crítica  |
| Fonte                  | Avaliação              |
| ---------------------- | ---------------------- |
| Allmusic               | [ 39 ]                 |
| BBC                    | 3 de 5 estrelas.       |
| Billboard              | (favorável)            |
| Entertainment Weekly   | (B)                    |
| Los Angeles Times      | (favorável)            |
| Robert Christgau       | (B)                    |
| Rolling Stone          | [ 44 ] [ 45 ]          |
| The New York Times     | (favorável)            |
| Slant Magazine         | [ 47 ]                 |
| Spin                   | (positiva)             |

Após seu lançamento, True Blue recebeu críticas geralmente positivas no campo da crítica musical especializada. Muitos dos profissionais elogiaram o fato de que a voz de Madonna parecia mais forte, em relação aos seus trabalhos anteriores. Em um comentário para o famoso jornal estadunidense The New York Times, Jon Pareles disse que True Blue repetiu os temas de fidelidade em suas canções e sentiu que há nelas a adição de um tom de narração de histórias do mundo real, fazendo-o expandir os "limites do que é permitido". Stephen Holden, escrevendo para a mesma publicação elogiou-o, sentindo que "Madonna vai direto ao coração neste disco". Em uma revisão para a revista musical Rolling Stone, Davitt Sigerson deu para o projeto uma avaliação de quatro estrelas numa escala que vai até cinco, afirmando que Madonna estava "cantando melhor do que nunca". As canções do álbum foram chamadas de "cativante" pelo jornalista, mas ele também notou falta de algo que se destacasse. Sigerson afirmou que em última análise: True Blue é um "robusto, confiável e amável novo álbum", que "permanece fiel ao seu passado enquanto se eleva descaradamente acima dele". Peter Piatkowski, do PopMatters, considerou-o um "ponto de partida para a ascensão exponencial do brilho artístico [da cantora], que começaria com Like a Prayer (1989) e atingiria o auge com Ray of Light (1998)". Graham Gremore, da revista Queerty, o considera "um dos álbuns mais divertidos e puros de Madonna", e que também "define sozinho a música pop dos anos 80".
Em uma revisão para o banco de dados Allmusic, Stephen Thomas Erlewine deu para True Blue uma avaliação de quatro estrelas e meia numa escala que vai até cinco. Ele escreveu que este é "um dos melhores álbuns de dance-pop de todos os tempos, um disco que demonstra as verdadeiras habilidades de Madonna como compositora, encrenqueira e artista completa, advindas de seu senso de pura diversão". Erlewine explicou ainda que "o que é brilhante em True Blue é que ela faz muita coisa aqui, usando a música para fisgar seus críticos, assim como fisga um público de massa com golpes de mestre como "Papa Don't Preach", onde ela declara desafiadoramente que vai manter seu bebê. É fácil rotular o movimento antiaborto como feminista, mas o difícil é transcender seu status de diva do dance-pop relembrando conscientemente o pop clássico de grupos femininos ("True Blue", "Jimmy Jimmy") para fisgar os críticos, enquanto se aprofunda em grooves dançantes ("Open Your Heart", "Where's the Party"), tocando algumas batidas latinas ("La Isla Bonita"), clamando pela paz mundial ("Love Makes the World Go Round") e entregando uma balada matadora que reescreve as regras do crossover para o adulto contemporâneo ("Live to Tell"). Michael Paoletta, da revista Billboard, comentou em 2001 que "quase 20 anos depois de ser liberado, o álbum ainda é irresistível". Néstor Villamor, do jornal digital espanhol The Objective, destacou que se trata de uma obra "notavelmente superior aos seus dois trabalhos anteriores [...] e que também deixou uma série de hinos imortais da música pop: "Papa Don't Preach", "Open Your Heart" e "La Isla Bonita". Memorável. Muito memorável".
O crítico do Jornal do Brasil, Tarik de Sousa analisou que, com esse trabalho, a intérprete "tenta uma nova rodada, usando menos o corpo e mais a voz e as partituras. Para o mito Madonna chegou a hora da verdade azul". Em 2021, o periodista português João Sousa salientou que "apesar de já ter completado 34 anos após o lançamento, não é a nostalgia de tempos antigos que o eleva, mas sim a qualidade genuína e a visão irreverente de Madonna". Jim Farber, revisor da revista Entertainment Weekly, descreveu o conteúdo do disco: "Em seu terceiro projeto, Madonna se vê adicionando o pop latino ("La Isla Bonita") à sua paleta sonora e confundindo nossas cabeças com o que soa como uma canção antiaborto ("Papa Don't Preach"). Também é notável "Live to Tell", sua melhor balada até hoje". O crítico Robert Christgau não ficou impressionado com o álbum, avaliando: "Em uma era de autoengano coletivo, não precisamos de outra decepção". Robert Hilburn, do jornal Los Angeles Times, afirmou que "True Blue não tem uma musicalidade inovadora, mas é um pop lúdico e altamente energizado que reconhece os limites e prazeres de um ingresso para o top 40 [das paradas musicais]. Há momentos sem graça: a descontraída "Open Your Heart" e a mensagem "Love Makes the World Go Round" são igualmente monótonas. Ainda assim, a única aposta que eu faria depois de ouvir True Blue é que Madonna tem pelo menos quatro singles de sucesso em preparação". Erica Wexler, da revista Spin, comentou que a obra "é o rito de passagem entre o pop adolescente e um mundo adulto mais duro para Madonna. Apesar de todo o seu artifício e melodias descoladas que não consigo exorcizar da minha cabeça, sua mística ainda é explicada pelo jovem machão que uma vez me disse 'Eu adoro levantar pesos [ouvindo] com Madonna'". Embora Sal Cinquemani, da revista online Slant Magazine, o tenha chamado de "o arquétipo definitivo da música pop do final dos anos 80/início dos anos 90", ele também expressou que foi o álbum mais datado de Madonna; elogiou as músicas por serem mais maduras do que "Material Girl" e que "apresenta alguns dos maiores e mais influentes sucessos de Madonna (a robusta "Open Your Heart" e a atemporal "La Isla Bonita"), mas também alguns de seus momentos mais bobos".

## Promoção

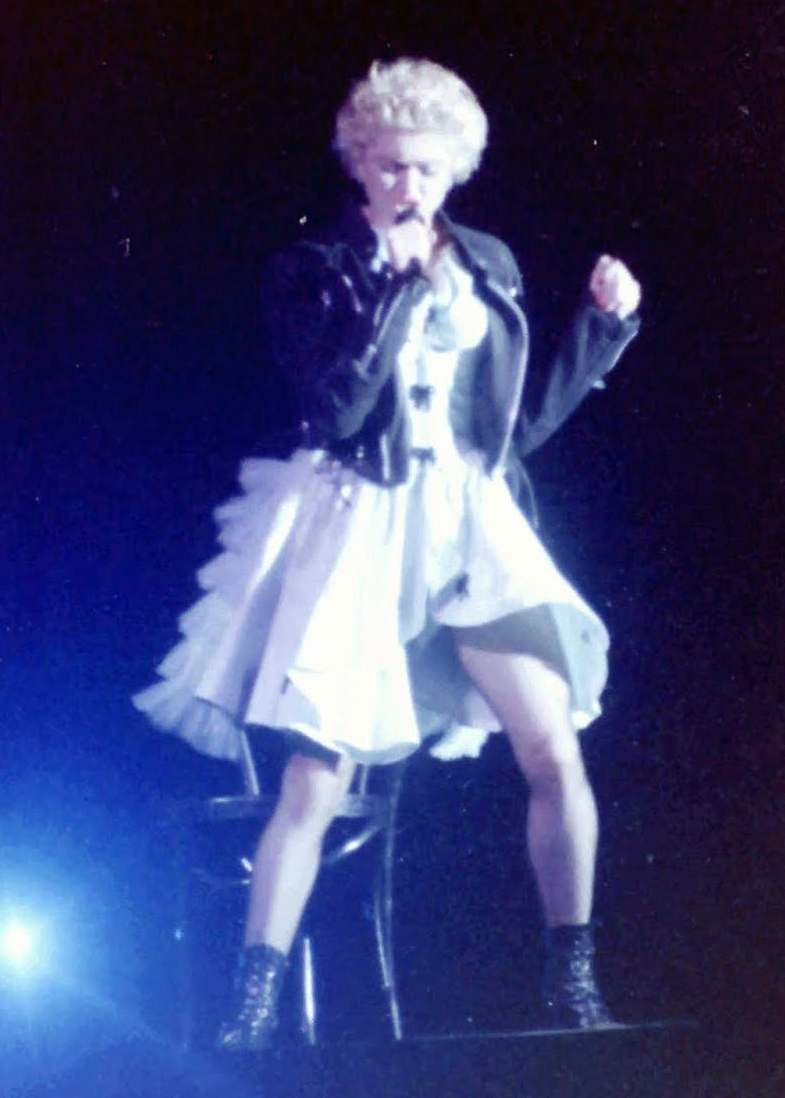
Madonna cantando "Papa Don't Preach" na Who's That Girl World Tour.

Antes do lançamento de True Blue, Madonna executou "Love Makes the World Go Round" na série de concertos Live Aid, no ano de 1985. O resto das faixas do álbum foram incluídas no repertório de sua turnê Who's That Girl Tour, exceto "Jimmy Jimmy", que continua a ser a única música de True Blue a não ser apresentada ao vivo. Foi sua segunda digressão, a primeira mundial e promoveu simultaneamente True Blue e a trilha sonora do filme Who's That Girl. Passou por países da Ásia, da América do Norte e da Europa. Musicalmente e tecnicamente superior à sua antecessora, a The Virgin Tour, Who's That Girl incorporou elementos multimídia para tornar os espetáculos mais envolventes. Madonna treinou-se fisicamente com aeróbica, corrida e levantamento de peso, para lidar com a coreografia e com as rotinas de dança da turnê. Para o figurino, ela colaborou com a designer de moda Marlene Stewart, expandindo a ideia de trazer seus personagens de vídeos musicais para o palco, e refazer cenas deles, como "True Blue", "Open Your Heart", "Papa Don't Preach" e "La Isla Bonita". O palco era enorme, com quatro telões, projetores multimídia e um lance de escadas no meio, o que viria a ser repetido em sua turnê sucessora, a Blond Ambition World Tour. Patrick Leonard se tornou o diretor musical e encorajou a cantora a retrabalhar suas canções mais antigas e apresentá-las em um novo formato. Madonna batizou a turnê de Who's That Girl após ver uma grande imagem dela projetada em uma tela durante os ensaios.
O show contava com sete trocas de roupa, rotinas de dança e teatro, além de uma apresentação com um bis que consistia nas faixas "Who's That Girl" e "Holiday". Também abordou causas sociais como a Aids, durante a performance de "Papa Don't Preach". A turnê foi criticamente apreciada, com revisores comentando sobre a natureza extravagante dos concertos e elogiando Madonna por suas danças, mudanças de figurino e ritmo dinâmico. Foi um sucesso comercial, arrecadando um total de 25 milhões de dólares e com um público estimado em 1,5 milhões de espectadores ao logo de todo seu cronograma. De acordo com a Pollstar, foi a segunda turnê feminina com maior arrecadação do ano de 1987, atrás apenas de Break Every Rule Tour, de Tina Turner.
Dois shows da digressão foram lançados no formato de álbum de vídeo: Who's That Girl - Live in Japan (1987), que era exclusivo para o mercado japonês e Ciao, Italia! - Live From Italy (1988), que foi lançado internacionalmente. O biógrafo J. Randy Taraborrelli comentou que "muitos artistas do sexo feminino se comportam como uma diva por um período quando atingem status de super estrela, e a turnê 'Who's That Girl Tour' marcou o início dessa fase para Madonna". O espetáculo também é conhecido por dar origem à uma nova imagem para a cantora, uma mais sexual, forte e inteligente que sua antiga imagem, que tinha dado origem ao termo "Madonna wannabe". Uma estátua da cantora usando um sutiã cônico foi erguida em sua homenagem, no centro da cidade de Pacentro, na Itália, onde seus antepassados viviam.

## Singles

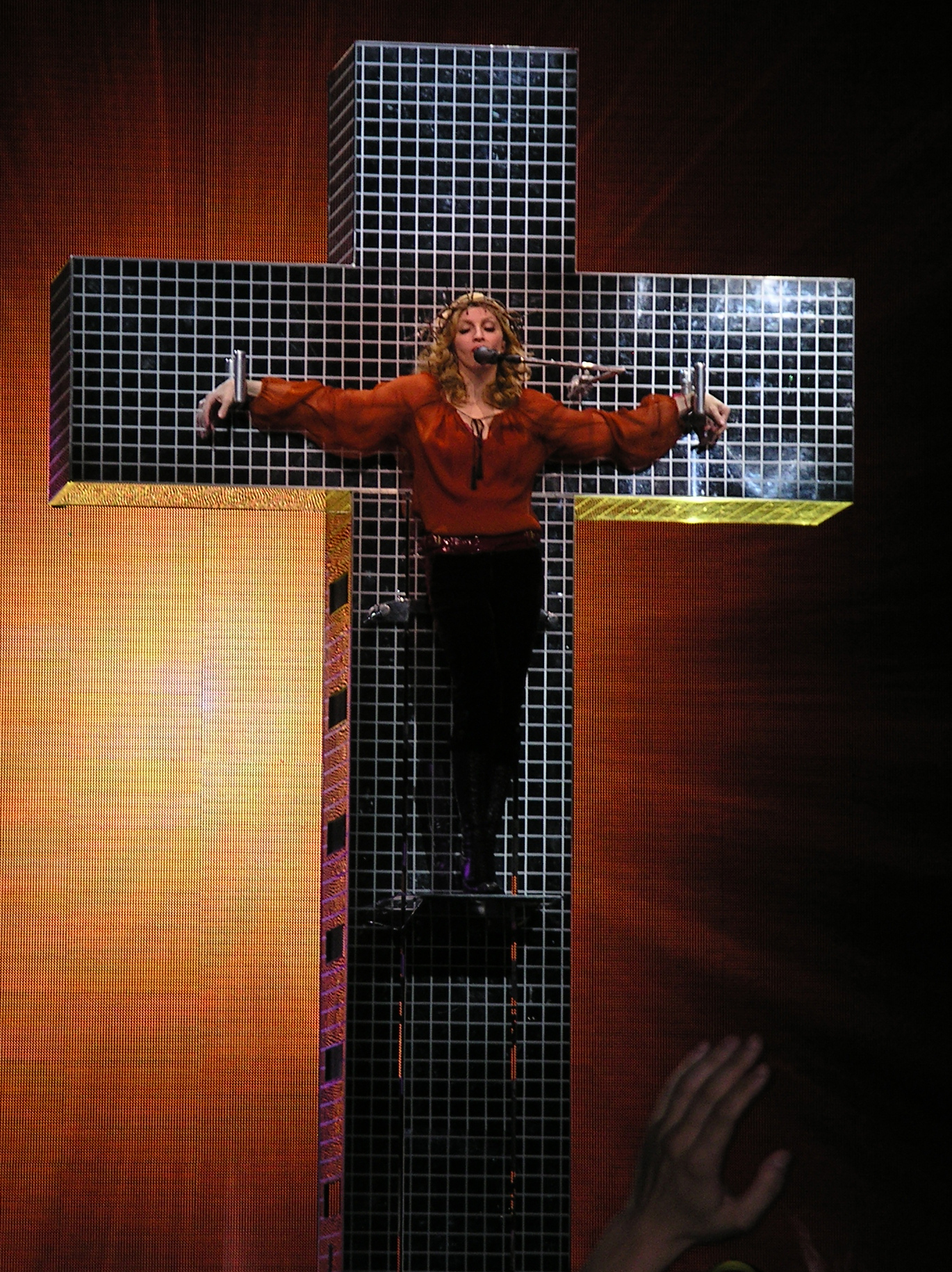
Madonna cantando "crucificada" ao apresentar o primeiro single do álbum, "Live to Tell", durante um dos shows da turnê Confessions Tour, no ano de 2006. A canção se tornou a terceira de sua carreira a alcançar o primeiro lugar da parada Billboard Hot 100.

O primeiro single de True Blue foi "Live to Tell", lançada em 26 de março de 1986. A canção é a segunda balada de Madonna depois de "Crazy for You", e foi usada no longa At Close Range, estrelado por seu então marido Sean Penn. A critica especializada a recebeu positivamente, com a maioria dos profissionais prezando suas letras pessoais, maturidade e a serenidade demonstrada e foi considerada uma das melhores baladas da carreira da cantora. Tornou-se o terceiro single de Madonna a atingir o número um na parada estadunidense Billboard Hot 100 e o segundo a constar em um filme, depois de "Crazy for You". Foi sucesso em outras partes do mundo, atingindo os dez primeiros lugares em países como Canadá, França, Países Baixos, Suíça e Reino Unido. O videoclipe é bem simples, mostrando a intérprete de uma forma mais amadurecida, com um penteado anos 1960, cantando sentada e sozinha numa sala escura, com mistura de cenas do filme.
"Papa Don't Preach" foi liberado como o segundo single do disco em 11 de junho de 1986. Foi criticamente apreciado pela maioria dos críticos sendo considerada uma das faixas mais marcantes do álbum. A canção tornou-se a quarta de Madonna a liderar a Billboard Hot 100. Atingiu a mesma posição no Canadá, Irlanda, Itália e Reino Unido. No videoclipe, a cantora interpreta uma moça que engravida do namorado e tenta convencer seu pai a aceitar sua decisão de manter a criança. Destaque para as cenas externas, filmadas em Nova Iorque.
O terceiro single de True Blue, a faixa homônima, foi lançada em 29 de setembro de 1986. Os críticos receberam a canção como alegre, divertida e que transmite um sentimento dos anos 1950, embora alguns a considerassem "sem sal e castrada" em comparação com as outras músicas do disco. Marcou outro sucesso para Madonna, alcançando o número três na Billboard Hot 100, enquanto liderou as paradas na Irlanda, Reino Unido e Canadá. No vídeo musical, a cantora chega num carro com suas amigas, param em uma lanchonete, conversam e fazem alguns passos no cenário todo azul.
"Open Your Heart" foi lançada como a quarta música de trabalho do registro em 12 de novembro de 1986. Os críticos a compararam com canções mais doces e valentes pós-Motown, além de "perfeita" para às pistas de dança. Tornou-se o quinto lançamento número um de Madonna na Billboard Hot 100. Internacionalmente, ficou entre os dez primeiros em vários países europeus, incluindo Bélgica, Irlanda, Itália, Países Baixos e Reino Unido. O videoclipe tem insinuações eróticas, pois se passa num peep show para um público bem diversificado e causou polêmica pela cena que a intérprete beija a boca de um menino no final.
"La Isla Bonita" foi lançada como o quinto e último single do disco em 25 de fevereiro de 1987. Recebeu críticas positivas por sua melodia original de inspiração latina e suas letras sobre sonhar com o paraíso como uma fuga da vida cotidiana chata. Foi um sucesso mundial, alcançando o número um na Alemanha, Canadá, França, e Reino Unido. Já nos Estados Unidos, chegou até o número quatro na Billboard Hot 100. O videoclipe gerou uma leve polêmica, pois retrata uma mulher que coloca sua religião à prova, rezando em casa e ao mesmo tempo imaginando se divertindo com um vestido vermelho sensual, explorando o limite entre sexualidade e religião.

## Legado e Impacto
Stephen Thomas Erlewine observou que "True Blue é o álbum em que Madonna se tornou verdadeiramente 'Madonna: a super estrela' — a artista sempre ambiciosa, provocativa e destemida que sabia como se destacar, iniciar debates e obter aclamação da crítica — e fazer ótima música ao mesmo tempo". Mark Savage, da rede britânica BBC, afirmou que é o disco que consolidou a reputação da cantora como a "Primeira Dama do Pop". Finalmente, Peter Piatkowski expressou que fez de Madonna "um dos rostos dominantes no Monte Rushmore do pop dos anos 80", ao lado de Michael Jackson, Prince e Bruce Springsteen". Sobre a influência da cantora na indústria fonográfica e em artistas mais jovens, o então empresário de Debbie Gibson, Doug Breitbart comentou: "Madonna trouxe de volta um componente realmente forte e melódico para a música pop. Tem um som muito voltado para os jovens, alegre, bom e divertido".
Em comemoração ao trigésimo aniversário de lançamento, o jornalista Wenceslao Bruciaga argumentou que "foi o álbum que estabeleceu as regras de como deveria ser o pop de alta qualidade ao longo dos anos oitenta, cativante e claro, sem ter que empreender algo como uma guerra hipócrita contra o demônio do 'comercial'". Ele acrescentou que "graças a True Blue, o reinado da artista ainda perdura. 30 anos depois e ninguém foi capaz de destrona-la". O escritor colombiano Manolo Bellon, autor de El ABC del Rock, declarou que foi com este disco que "os críticos, que haviam sido tão duros com ela, começaram a reconhecer que havia algo especial". Patrick Leonard observou que "a sua música se tornou mais séria, então eles começaram a levá-la mais a sério. [...] Ela assumiu riscos que não sei se as pessoas teriam assumido. Ela fez coisas que não eram normais na música pop naquela época". O sucesso mundial de True Blue marcou a primeira vez que Madonna apareceu no livro dos recordes Guinness World Records em sua edição de 1988, onde foi apelidada como a cantora de maior sucesso do ano de 1986. O álbum também detinha o recorde de número um na maioria dos países até então, com um total de vinte e oito países ao redor do mundo. A revista Slant Magazine listou-o na posição de número sessenta na lista dos "Melhores Álbuns da década de 1980" e afirmou que "True Blue foi o disco em que tornou-se rapidamente evidente que Madonna era mais do que apenas uma estrela pop 'fogo de palha'".

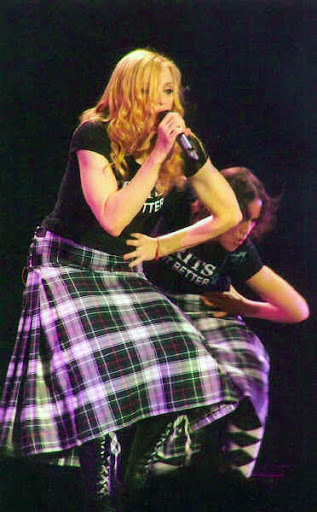
Madonna apresentando "Papa Don't Preach" durante um dos shows da turnê Re-Invention Tour, no ano de 2004. Críticos, estudiosos e conservadores apoiaram a mensagem transmitida por Madonna que, ao invés de sofrer um aborto, preferiu manter seu bebê, como pode ser visto na linha "I will keep my baby".

O segundo single do álbum, "Papa Don't Preach" enfrentou muitas críticas, bem como o apoio de grupos envolvidos com a gravidez e o aborto, como tema de uma menina que engravida e, em seguida, toma a decisão de manter seu bebê em vez de o abortar. Alfred Moran, que era o diretor-executivo da Planned Parenthood of New York, criticou a canção, temendo que isso minaria os esforços para promover o controle de natalidade entre adolescentes e que incentivaria gravidez na adolescência. Susan Carpenter-McMillan, que foi presidenta da Feminists of Life (FFL) nos EUA, aceitou que o tema da música era como pró-vida e disse que "o aborto é prontamente disponível em cada esquina para as mulheres jovens. Agora o que Madonna está dizendo a elas é 'ei, há uma alternativa".
| “ | "Papa Don't Preach" é uma canção de mensagem que todo mundo vai levar erroneamente. Imediatamente eles vão dizer que eu estou aconselhando cada jovem a sair de casa e ficar grávida. Quando eu ouvi pela primeira vez a música, eu pensei que era bobagem. Mas depois eu pensei, e disse: "Espere um minuto, essa música é realmente sobre uma garota que está tomando uma decisão em sua vida. Ela tem uma relação muito estreita com seu pai e quer manter essa proximidade". Para mim, é uma celebração da vida. Ele diz: "Eu te amo, pai, e eu amo este homem e esta criança que está crescendo dentro de mim". Claro, quem sabe como isso vai acabar? Mas pelo menos ela começa positiva". | ” |

True Blue também gerou significado cultural com os vídeos musicais acompanhantes de seus singles lançados. Em seu livro Censoring Sex, a escritora Semonche explicou que com o álbum, a cantora empurrou o envelope do que poderia ser mostrado na televisão e resultou em aumento de sua popularidade. A artista tentou experimentar diferentes formas e estilos com os vídeos musicais e no processo construiu um novo conjunto de imagem e identidade. Ela empregou diferentes estratégias estéticas para ilustrar suas canções narrativamente e desconstruiu o significado real da canção. Com o vídeo da música "Live to Tell", Madonna mudou sua imagem 'boy-toy' de vídeos anteriores como "Like a Virgin" e "Into the Groove", filmes e apresentações, e passou a adotar a postura de uma jovem sofisticada e séria. Ela aderiu uma reforma em sua imagem constantemente com cada vídeo, como ficou evidente com o lançamento do videoclipe de "Papa Don't Preach". Para o vídeo da faixa homônima do disco Madonna, em parceria com a Sire Records, decidiu optar por um dispositivo promocional nos Estados Unidos que envolveria espectadores da MTV a fazer seus próprios vídeos para a música. Intitulado de "Madonna's 'Make My Video' Contest", o evento foi acompanhado por milhares de participantes, e muitas das propostas contaram com adolescentes imitando a cantora. A escritora Lisa A. Lewis disse que este evento enfatizou o efeito que ela teve sobre diferentes tipos de públicos, devido à popularidade e à resposta ao concurso.
O videoclipe de "Open Your Heart" apresentou Madonna derrubando o conceito do olhar masculino estereotipado e do voyeurismo. Ela apareceu como uma stripper, que foge com um rapaz do salão na cena final do vídeo. A escritora feminista Susan Bordo fez uma revisão negativa do vídeo, dizendo que os homens frequentadores de barracas voyeuristas e a fuga de Madonna com a criança foram "cinicamente e superficialmente colocados em prática como uma forma de reivindicar o status cobiçado para o que é meramente cheesecake ou, talvez, a pornografia". A MTV também havia feito algumas reservas antes de transmitir o vídeo, que foi mais tarde resolvido depois de uma reunião com funcionários da Warner. O escritor autor Donn Welton ressaltou que "a relação de poder entre o habitual olhar masculino do voyeurismo e de objetos é desestabilizado pela representação dos clientes masculinos do show como malicioso e patético". O figurino com apelo latino usado por Madonna no vídeo musical de "La Isla Bonita" tornou-se popular e apareceu nas tendências de moda naquela época, na forma de boleros e saias em camadas com acessórios como rosários e crucifixos. Na terceira edição dos MTV Video Music Awards, que ocorreu em 1986, a videografia da cantora foi premiada com um Video Vanguard Award, feito para reconhecer o impacto de seus videoclipes na indústria da música e na cultura popular. Ela foi a primeira artista feminina a receber tal honraria.

## Créditos
Lista-se abaixo os profissionais envolvidos no processo de elaboração de True Blue, de acordo com o acompanhante encarte do disco:
| Equipe - Madonna: vocais, vocais de apoio - Dave Boroff: saxofone - Stephen Bray: bateria, teclado - Keithen Carter: vocais de apoio - Paulinho da Costa: percussão - Bruce Gaitsch: violão, guitarra elétrica, guitarra rítmica - Siedah Garrett: vocais de apoio - Dann Huff: guitarra - Jackie Jackson: vocais de apoio - Paul Jackson Jr.: guitarra - Edie Lehmann: vocais de apoio - Patrick Leonard: bateria, teclado - Richard Marx: vocais de apoio - Billy Meyers: cordas - Jonathan Moffett: percussão, bateria, vocais de apoio - John Putnam: violão, guitarra elétrica, guitarra rítmica - David Williams: violão, guitarra rítmica, vocais de apoio - Fred Zarr: teclado | Produção - Produtores: Stephen Bray, Patrick Leonard, Madonna - Engenheiros: Michael Hutchinson, Michael Verdick - Mixagem: Dan Nebenzal, Michael Verdick - Assistente de mixagem: Dan Nebenzal - Tambor de programação:Stephen Bray, Patrick Leonard - Arranjos de cordas: Billy Meyers Embalagem - Direção de arte: Jeffrey Kent Ayeroff, Jeri McManus - Projeto: Jeri McManus - Fotografia: Herb Ritts Gravadora - Sire Records: gravadora, proprietária dos direitos autorais nos Estados Unidos (1986) - Warner Bros. Records: comercialização nos Estados Unidos e distribuição (todas as versões), gravadora, proprietária dos direitos autorais (2001) - WEA Internacional: distribuidora internacional, detentora dos direitos autorais internacionais (todas as versões) |

## Lista de faixas
True Blue apresenta nove faixas em sua edição padrão e onze faixas em sua edição remasterizada em 2001.
Todas as canções produzidas por Madonna e Patrick Leonard, exceto quando escrito.
| True Blue – edição padrão |                                 |                                     |                              |         |  |
| N.º                       | Título                          | Compositor(es)                      | Produtor(es)                 | Duração |  |
| 1.                        | "Papa Don't Preach"             | Madonna Brian Elliot                | Brian Elliot Madonna [ 101 ] | 4:29    |  |
| 2.                        | "Open Your Heart"               | Madonna Gardner Cole Peter Rafelson |                              | 4:13    |  |
| 3.                        | "White Heat"                    | Madonna Leonard                     |                              | 4:40    |  |
| 4.                        | "Live to Tell"                  | Madonna Leonard                     |                              | 5:51    |  |
| 5.                        | "Where's the Party"             | Madonna Bray Leonard                | Madonna Bray Leonard [ 102 ] | 4:21    |  |
| 6.                        | "True Blue"                     | Madonna Brian Elliot                | Madonna Brian Elliot [ 103 ] | 4:18    |  |
| 7.                        | "La Isla Bonita"                | Madonna Leonard Bruce Gaitsch       |                              | 4:02    |  |
| 8.                        | "Jimmy Jimmy"                   | Madonna Bray                        | Madonna Bray                 | 3:55    |  |
| 9.                        | "Love Makes the World Go Round" | Madonna Bray                        |                              | 4:31    |  |
| Duração total:            | Duração total:                  | Duração total:                      | Duração total:               | 40:18   |  |

| True Blue – edição remasterizada 2001 (faixas bônus) |                                   |                         |         |  |
| N.º                                                  | Título                            | Compositor(es)          | Duração |  |
| 10.                                                  | "True Blue" (The Color Mix)       | Madonna Bray            | 6:40    |  |
| 11.                                                  | "La Isla Bonita" (Extended Remix) | Madonna Leonard Gaitsch | 5:27    |  |
| Duração total:                                       | Duração total:                    | Duração total:          | 52:25   |  |

Notas
A  - denota produtores adicionais e remixadores

## Desempenho comercial
Nos Estados Unidos, True Blue estreou no número 29 da parada Billboard 200 e alcançou o topo na edição de 16 de agosto de 1986, posição a qual esteve por cinco semanas consecutivas e acumulou um total 82 edições na lista. Foi o segundo álbum número um de Madonna depois de Like a Virgin, tornando-a uma das cinco artistas femininas da era do rock — ao lado de Carole King, Olivia Newton John, Linda Ronstadt e Donna Summer — a alcançar o posto com lançamentos consecutivos. Em paralelo, obteve o número 47 como melhor posição na tabela segmentada Top R&B/Hip-Hop Albums. À venda de 7 milhões de exemplares da obra foram reconhecidos com sete certificados de platina emitidos pela Recording Industry Association of America (RIAA), assim, tornando-se o terceiro álbum de Madonna que mais vendeu em território estadunidense, atrás apenas de Like a Virgin (1984) e The Immaculate Collection (1990). Após o advento da Nielsen SoundScan, em 25 de maio de 1991, o disco conseguiu vendas adicionais de 404 mil cópias. No Canadá, debutou na septuagésima terceira posição da tabela publicada pela revista RPM, na edição referente a 5 de julho de 1986. No dia 9 do mês seguinte finalmente alcançou o ápice, posto a qual permaneceu por nove edições. Oscilou por 77 edições no gráfico e, mais tarde, foi condecorado pela Music Canada com um certificado de diamante, que reconhecia mais de um milhão de cópias comercializadas. True Blue também foi muito bem recebido no Brasil; antes de chegar as lojas do país, 75 mil cópias foram encomendas através de pré-venda. Quando liberado, chegou a 5.ª posição da tabela brasileira, que era monitorada pelo Nelson Oliveira Pesquisa e Estudo de Mercado (NOPEM) e divulgada pelo Jornal do Brasil, em 24 de agosto. Consequentemente, a Pro-Música Brasil (PMB) reconheceu mais de 100 mil vendas do projeto no território com a emissão de um certificado de ouro. Contudo, fontes estimam que esse valor já tenha excedido entre 816 mil a um milhão de cópias, se tornando um dos discos internacionais com maior vendagem no país.
True Blue também atingiu grande êxito comercial na Ásia e na Oceania. No Japão, alcançou a segunda posição na tabela Oricon LP. Em Hong Kong, foi certificado com um platina pela IFPI Hong Kong Group, denotando mais de vinte mil réplicas adquiridas. Na Austrália, chegou ao topo do gráfico então publicado pelo Kent Music Report, na semana de 4 de agosto de 1986. Manteve-se nesta posição durante duas atualizações consecutivas. Recebeu quatro certificações de platina pela Australian Recording Industry Association (ARIA) reconhecendo vendas de mais de duzentas e oitenta mil cópias. Também foi o líder da tabela de álbuns publicada pela Recording Industry Association of New Zealand (RIANZ), recebendo cinco certificações de platina pela mesma empresa, por vender mais de 75 mil réplicas.
A maior recepção comercial atingida por True Blue foi nos países europeus, onde liderou a European Top 100 Albums por trinta e quatro semanas consecutivas, a mais longeva entre qualquer artista, durante as semanas de 19 de julho de 1986 e 7 de março de 1987. Em terras britânicas, debutou no ápice da UK Albums Chart na semana de 12 de julho de 1986, tornando-se o primeiro álbum de um artista estadunidense a estrear no posto. Permaneceu na liderança durante seis semanas consecutivas e na tabela durante oitenta e cinco atualizações. Converteu-se no disco mais bem sucedido no ano de 1986 no país. A British Phonographic Industry (BPI) emitiu sete certificações de platina a gravação, por mais de dois milhões de exemplares distribuídos no país. Também liderou a parada de álbuns na França e foi certificado com diamante pela Syndicat National de l'Édition Phonographique (SNEP), credenciando mais de um milhão de vendas. Em solo alemão, angariou a posição máxima nos Media Control Charts, durante oito semanas não-consecutivas, e foi condecorado com dois galardões de platina pela Bundesverband Musikindustrie (BVMI), devido a exportação de mais de um milhão de réplicas. Na Itália já vendeu 1 milhão e 500 mil cópias, sendo o disco mais comprado por um artista estrangeiro no país. Com 25 milhões de réplicas adquiridas ao redor do mundo, é o álbum que mais vendeu em 1986 e na década de 1980 por uma mulher, sendo um dos mais comercializados de todos os tempos. Além disso, até 1990, detinha o reconhecimento do Guinness World Records como o disco que mais vendeu por uma mulher.
| País — Tabela musical (1986–87)         | Posição de pico |
| --------------------------------------- | --------------- |
| Argentina (Prensario/CAPIF)             | 1               |
| Alemanha (Offizielle Top 100)           | 1               |
| Austrália (Kent Music Report)           | 1               |
| Áustria (Ö3 Austria Top 40)             | 2               |
| Brasil (NOPEM)                          | 5               |
| Canadá (RPM Albums Chart)               | 1               |
| Canadá (The Record)                     | 1               |
| Dinamarca (Hitlisten)                   | 29              |
| Espanha (PROMUSICAE)                    | 1               |
| Estados Unidos (Billboard 200)          | 1               |
| Estados Unidos (Top R&B/Hip-Hop Albums) | 47              |
| Europa (Top 100 Albums)                 | 1               |
| Finlândia (IFPI Finlândia)              | 1               |
| França (SNEP)                           | 1               |
| Itália (Musica e dischi)                | 1               |
| Islândia (Tónlist)                      | 1               |
| Irlanda (IFPI)                          | 1               |
| Japão (Oricon)                          | 1               |
| Noruega (VG-lista)                      | 2               |
| Nova Zelândia (Recorded Music NZ)       | 1               |
| Países Baixos (MegaCharts)              | 1               |
| Reino Unido (UK Albums Chart)           | 1               |
| Suécia (Sverigetopplistan)              | 2               |
| Suíça (Schweizer Hitparade)             | 1               |

| País — Tabela musical (1980–89) | Posição |
| ------------------------------- | ------- |
| Austrália (Kent Music Report)   | 36      |
| Áustria (Ö3 Austria Top 40)     | 20      |
| Japão (Oricon)                  | 36      |
| Reino Unido (OCC)               | 9       |

| País — Tabela musical (1980–89) | Posição |
| ------------------------------- | ------- |
| Estados Unidos (Billboard 200)  | 179     |

| País — Tabela musical (1986)        | Posição |
| ----------------------------------- | ------- |
| Alemanha (GfK Entertainment Charts) | 6       |
| Austrália (Kent Music Report)       | 10      |
| Áustria (Ö3 Austria Top 40)         | 10      |
| Brasil (PMB)                        | 8       |
| Canadá (RPM Albums Chart)           | 2       |
| Europa (European Top 100 Albums)    | 1       |
| Estados Unidos (Billboard 200)      | 37      |
| França (SNEP)                       | 1       |
| Itália (Musica e dischi)            | 1       |
| Japão (Oricon)                      | 13      |
| Noruega (VG-lista)                  | 3       |
| Nova Zelândia (Recorded Music NZ)   | 6       |
| Países Baixos (Dutch Top 40)        | 1       |
| Reino Unido (UK Albums Chart)       | 1       |
| Suíça (Schweizer Hitparade)         | 5       |
| País — Tabela musical (1987)        | Posição |
| Alemanha (GfK Entertainment Charts) | 7       |
| Austrália (Kent Music Report)       | 21      |
| Áustria (Ö3 Austria Top 40)         | 16      |
| Canadá (RPM)                        | 6       |
| Espanha (PROMUSICAE)                | 12      |
| Estados Unidos (Billboard 200)      | 11      |
| Europa (European Top 100 Albums)    | 53      |
| Países Baixos (Dutch Top 40)        | 10      |
| Japão (Oricon)                      | 40      |
| Nova Zelândia (Recorded Music NZ)   | 39      |

| Região | Certificação | Vendas     |
| --- | ------------ | ---------- |
| Alemanha (BVMI) | Platina      | 1 000 000^ |
| Argentina (CAPIF) | 4× Platina   | 240 000^   |
| Austrália (ARIA) | 4× Platina   | 280 000^   |
| Áustria (IFPI Áustria) | Platina      | 50 000*    |
| Bélgica (BEA) | Platina      | 75 000*    |
| Brasil (Pro-Música Brasil) | Ouro         | 1 000 000  |
| Canadá (Music Canada) | Diamante     | 1 000 000^ |
| Dinamarca (IFPI Dinamarca) | Platina      | 200 000‡   |
| Espanha (PROMUSICAE) | Platina      | 300 000^   |
| Estados Unidos (RIAA) | 7× Platina   | 7 000 000^ |
| Finlândia (Musiikkituottajat) | Platina      | 53 912     |
| França (SNEP) | Diamante     | 1 353 500  |
| Grécia (IFPI Grécia) | Ouro         | 50 000^    |
| Hong Kong (IFPI Hong Kong) | Ouro         | 20 000*    |
| Israel | —            | 62 000     |
| Itália (FIMI) | 3× Diamante  | 1 500 000  |
| Japão (RIAJ) | Ouro         | 718 000    |
| Malásia | —            | 22 000     |
| Noruega (IFPI Noruega) | Platina      | 100 000*   |
| Nova Zelândia (RIANZ) | 5× Platina   | 75 000^    |
| Países Baixos (NVPI) | Platina      | 100 000^   |
| Portugal (AFP) | Ouro         | 20 000^    |
| Reino Unido (BPI) | 7× Platina   | 2 100 000^ |
| Singapura | —            | 25 000     |
| Suíça (IFPI Suíça) | 3× Platina   | 150 000^   |
| Turquia | —            | 100 000    |
| Resumos |              |            |
| Mundo | —            | 25 000 000 |
| *números de vendas baseados somente na certificação ^distribuições baseadas apenas na certificação ‡vendas+valores de streaming baseados somente na certificação |              |            |